# Look What You've Done (canción de Zara Larsson)
«Look What You've Done» (en español: «Mira lo que has hecho») es una canción de la cantante sueca Zara Larsson. Fue lanzada a través de TEN Music Group y Epic Records el 22 de febrero de 2021 como sencillo promocional de su tercer álbum de estudio Poster Girl.

## Créditos y personal
Créditos adaptados de Tidal.
- Zara Larsson - artista asociada, compositora, letrista
- Steve Mac - productor, compositor, letrista, teclados
- Kamille Purcell - compositora, letrista,
- Chris Laws - tambores, ingeniería
- Dann Pursey - ingeniería
- John Parricelli - guitarra
- Michelle Mancini - ingeniería de masterización
- Al Shux - productor misceláneo
- Mark «Skipe» Stent - ingeniería de mezcla
- Oliver Frid - productor de voz

## Posicionamiento en las listas

### Semanales
| Nueva Zelanda | Recorded Music NZ Hot Singles | 25 |
| Suecia        | Sverigetopplistan             | 24 |